# Gare de La Bohalle
Gare de La Bohalle – przystanek kolejowy w La Bohalle, w departamencie Maine i Loara, w regionie Kraj Loary, we Francji.
Został otwarty w 1849 przez Compagnie du chemin de fer de Tours à Nantes. Jest przystankiem kolejowym Société nationale des chemins de fer français (SNCF), obsługiwanym przez pociągi TER Pays de la Loire kursujących między Angers i Saumur.